# No matarás (film 1935)
No matarás è un film del 1935 scritto, prodotto e diretto da Miguel Contreras Torres assistito alla regia da Bartlett Carré e Miguel de Zárraga Jr.

## Trama
Il periodo del Proibizionismo sta per giungere al termine. Ma il giovane Antonio, benché appartenga a una buona famiglia spagnola, si trova coinvolto nei traffici illeciti dei contrabbandieri di liquori di New York. Si salverà solo grazie all'intervento del fratello, uomo nobile e coraggioso, e all'amore di una cantante di cabaret.

## Produzione
Il film, con il titolo di lavorazione Mi hermano es un gangster, fu prodotto dalla Hispano International Film Corporation (Hispano International Film Corp. of Hollywood) nei Talisman Studios tra l'agosto e il settembre del 1935. Il New York Times riportava che il film era stato girato a New York e montato a Hollywood.

## Distribuzione
La prima del film si tenne a New York l'8 novembre 1935 distribuito dalla Modern Film Sales. Il New York Time riportava come titolo quello di Thou Shalt Not Kill.
Distribuito dalla Hispano International Film Corporation, fu poi presentato a Città del Messico il 13 marzo 1937.